# Juan Francisco Camacho de Alcorta
Juan Francisco Camacho de Alcorta (Cádiz, 16 de febrero de 1813-Madrid,  23 de enero de 1896) fue un financiero y político español, que destacó por ser ministro de Hacienda durante el reinado de Amadeo de Saboya, la I República, el reinado de Alfonso XII y la regencia de María Cristina de Habsburgo-Lorena.

## Primeros años
Miembro de la Unión Liberal desde 1855 y del Partido Constitucional con Amadeo de Saboya; tras la Restauración, siguiendo a Sagasta, se afilió al Partido Liberal.
Elegido diputado por la provincia de Alicante entre 1853 y 1857 y por la de Valencia entre 1858 y 1871 pasó a ocupar un escaño en el Senado por Murcia en 1872, retornando en 1876 al Congreso de los Diputados en representación nuevamente de la provincia de Alicante, aunque en 1878 renunció a su escaño al ser nombrado senador vitalicio.

## Ministerios
Fue ministro de Hacienda entre el 20 de febrero y el 26 de mayo de 1872 en un gobierno que presidió Sagasta, durante el reinado de Amadeo I de Saboya. Repitió cartera ministerial durante la Primera República Española en el gabinete que presidió Juan Zabala de la Puente. 

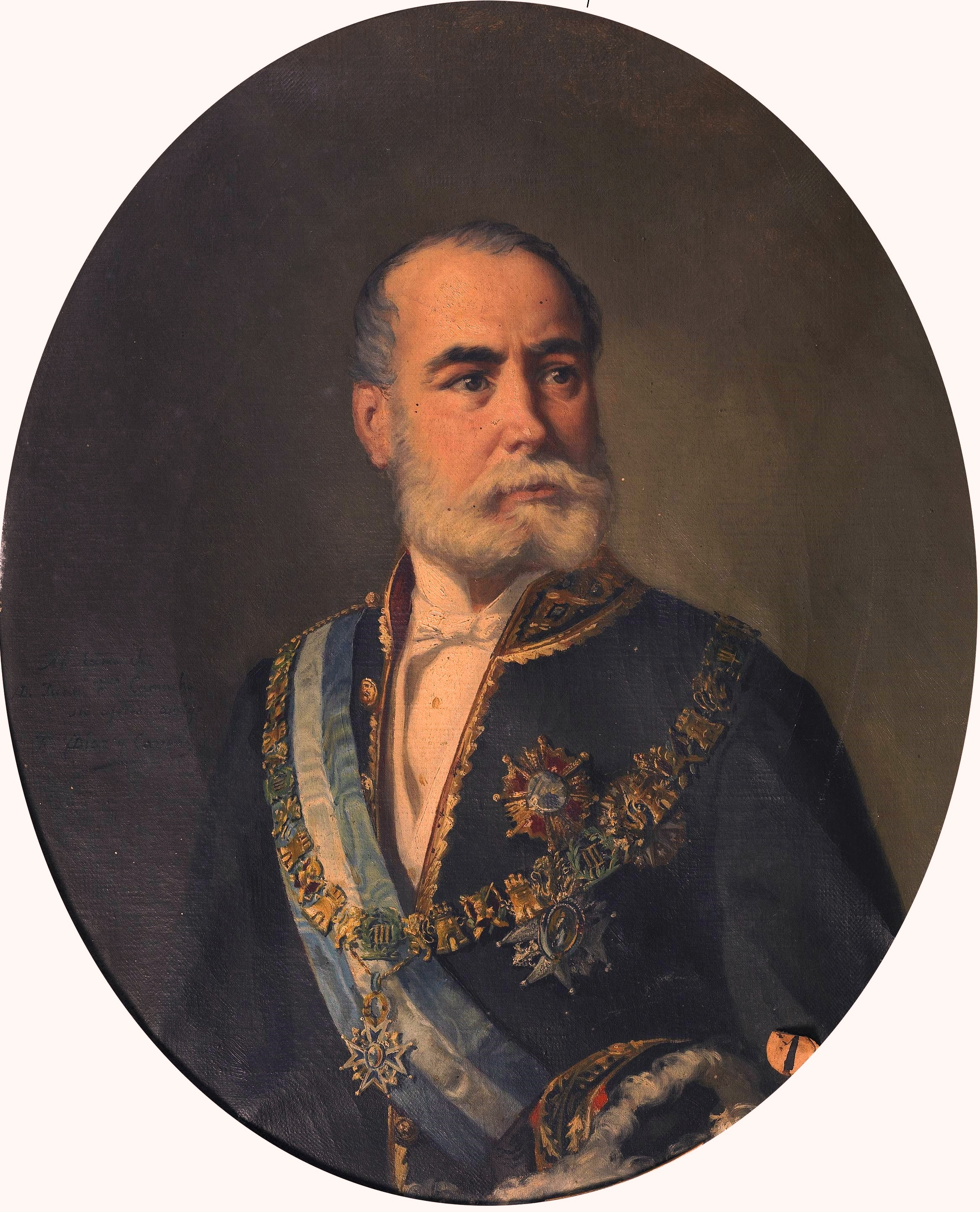
Juan Francisco Camacho, por Francisco Díaz Carreño. Ca. 1885. (Museo del Prado, Madrid).

Con la Restauración que llevó al trono a Alfonso XII fue nuevamente ministro de Hacienda en el gobierno que encabezó Sagasta y finalmente, durante la regencia de María Cristina de Habsburgo-Lorena ocupó por última vez la cartera de Hacienda entre el 27 de noviembre de 1885 y el 2 de agosto de 1886 en el gobierno que presidió de nuevo Sagasta.
Entre sus principales actuaciones como ministro destacan la creación, en 1881, del Cuerpo de Abogados del Estado, la reorganización de la Inspección de la Hacienda Pública y una ventajosa conversión de la deuda pública, así como la reorganización de las rentas públicas. También es de destacar el establecimiento de una contribución industrial y su proyecto de vender los montes nacionales, ambas medidas muy impopulares que provocaron protestas y una fuerte oposición.
Fue asimismo director general de la Compañía Arrendataria de Tabacos durante un breve periodo de tiempo en el que tuvo que hacer frente a un grave conflicto con las empleadas al intentar implantar medidas de rigor.

## Gobernador del Banco de España
Fue nombrado gobernador del Banco de España en dos ocasiones, entre 1883 y 1884, y entre 1891 y 1892.
| Predecesor: Santiago de Angulo Ortiz de Traspeña José Echegaray Eizaguirre Manuel Orovio Echagüe Fernando Cos-Gayón y Pons | Ministro de Hacienda 20 de febrero-26 de mayo de 1872 13 de mayo-13 de diciembre de 1874 8 de febrero de 1881-9 de enero de 1883 27 de noviembre de 1885-2 de agosto de 1886 | Sucesor: José Elduayen Gorriti Pedro Salvarría y Charitu Justo Pelayo de la Cuesta Núñez Joaquín López Puigcerver |